# Louis Jacques Thénard
Louis Jacques Thénard [luji žak ténár] (4. květen 1777, Louptière u Nogent-sur-Seine – 21. červen 1857, Paříž) byl francouzský chemik.

## Život
Narodil se jako druhý ze sedmi dětí zchudlé rolnické rodiny, nicméně rodiče mu s pomocí faráře umožnili studium, nejprve v Sens a od roku 1793 studium farmacie v Paříži. Tam se dostal do laboratoře L. N. Vauquelina, 1798 se stal laborantem na École polytechnique a od roku 1801 asistentem.
Od roku 1804 byl na Vauquelinovo doporučení jmenován profesorem chemie na Collège de France, roku 1809 prvním titulářem chemie na přírodovědecké fakultě Pařížské univerzity a od roku 1810 profesorem na École polytechnique. Ve stejném roce byl zvolen členem Francouzské akademie věd. V letech 1821-1840 byl děkanem přírodovědecké fakulty a od roku 1840 místopředsedou Královské rady pro veřejné vzdělávání. Roku 1824 získal titul barona, v letech 1833–1848 byl pairem Francie. Od roku 1838 byl administrátorem Collège de France. V letech 1827–1830 zasedal také ve francouzském parlamentu. Je jedním ze 72 významných mužů, jejichž jméno je zapsáno na Eiffelově věži v Paříži.

## Dílo
Patří mu řada objevů v anorganické i organické chemii, vyrobil peroxid vodíku, peroxid barnatý, fluorovodík, kobaltovou modř (někdy zvaná po něm modř Thénardova), společně s Gay-Lussakem studoval estery, izoloval bór a křemík. 
Důkladně se zabýval elektrolýzou, o níž napsal dva spisy, jeho hlavním dílem je však čtyřsvazkové "Pojednání o chemii" z let 1813-1816 (Traité de chimie élémentaire, théorique et pratique) dlouho užívané jako standardní učebnice.

## Ocenění
- 1810 byl zvolen členem Francouzské akademie věd
- 1815 členem Čestné legie, 1828 důstojníkem a 1837 velkým důstojníkem
- 1826 byl po něm nazván minerál thenardit.